# وول بی، استرالیای جنوبی
وول بی (به انگلیسی: Wool Bay) یک شهرک در استرالیا است که در استرالیای جنوبی واقع شده‌است.